# Claude Brami
Pour les articles homonymes, voir Brami.
Claude Brami, né à Tunis le 20 décembre 1948, est un écrivain français, lauréat du prix des libraires en 1982. Pendant les années 1970, il écrit une douzaine de romans policiers sous les pseudonymes de Christopher Diable et Julien Sauvage.

## Biographie
Claude Brami se révèle un grand amateur de romans policiers dès l'âge de onze ans. En 1968, alors qu'il est encore étudiant, il écrit son premier ouvrage. La Lune du fou paraît en 1973 sous le pseudonyme de Julien Sauvage. Quinze romans policiers vont suivre sous ce pseudonyme, dont la série consacrée aux exploits de l'aventurier Bruno Campara, surnommé le Condottiere et trois romans d'espionnage qui mettent en scène Nicolas Rone. Sous le nom de plume Christophe Diable, il donne trois romans policiers : Une affaire trop personnelle, La Petite Fille au chewing-gum (un chewing-gum qui tue) et La Plus Longue Course d'Abraham Coles, chauffeur de taxi. Ce dernier titre remporte le grand prix de littérature policière. Après 1977, Brami se désintéresse de la littérature de genre et, sous son patronyme, il signe quelques romans aux éditions Denoël et Gallimard.
Claude Brami œuvre également en tant qu'adaptateur pour la télévision. Il travaille sur des séries pour Victor Vicas sur la première chaîne et pour Claude Barma sur la deuxième. L'auteur n'en continue pas moins d'écrire sur sa machine chaque jour et toute l'année des romans à raison d'un exemplaire tous les trois ou quatre mois, parce que, dit-il : « Si je m'arrêtais, je ne sais pas si j'aurais le courage de recommencer. »
Il pratique assidûment le tennis et les arts martiaux : il possède des grades élevés en karaté et aïkido.

## Œuvres

### Romans
- Le Garçon sur la colline, Gallimard, 1981 – Prix des libraires
- La Danse d'amour du vieux corbeau, Denoël, 1986
- La Grande Sœur, Denoël, 1987
- Parfums des étés perdus, Gallimard, 1990 – Prix RTL Grand Public
- Mon amie d'enfance, Gallimard, 1994 – Prix de l’Académie Littéraire de Bretagne et des Pays de la Loire
- La Chance des débutants, Gallimard, 1997

### Romans sous le pseudonyme de Christopher Diable
- Une affaire trop personnelle, Denoël, « Crime-club », 1973
- La Petite demoiselle au chewing-gum, Denoël, « Crime-club », 1974
- La Plus Longue Course d'Abraham Coles, chauffeur de taxi, Denoël, « Sueurs froides », 1977 - Grand prix de littérature policière

### Romans sous le pseudonyme de Julien Sauvage

#### SérieCondottiere
- Le Condottiere, Fleuve noir, « Spécial Police » no 1084, 1974
- Le Condottiere et la blonde qui pleurait, Fleuve noir, « Spécial Police » no 1115, 1974
- Le Condottiere et le Chasseur de scalps, Fleuve noir, « Spécial Police » no 1191, 1975
- Le Condottiere et le Tueur au monocle, Fleuve noir, « Spécial Police » no 1348, 1977

#### Série d'espionnageNicolas Rone
- Le Jeu du scorpion, Fleuve noir, « Espionnage » no 1282, 1976
- Le Tueur d’Amsterdam, Fleuve noir, « Espionnage » no 1299, 1976
- Coup pourri, Fleuve noir, « Espionnage » no 1352, 1977

#### Autres romans
- La Lune du fou, Fleuve noir, « Spécial Police » no 1013, 1973
- Portes closes, Fleuve noir, « Spécial Police » no 1033, 1973

## Prix
- Grand prix de littérature policière 1977 pour La Plus Longue Course d'Abraham Coles, chauffeur de taxi[1]
- Prix des libraires 1981 pour Le Garçon sur la colline[2]
- Prix RTL grand public 1991 pour Parfums des étés perdus